# Santiago Alverú
Santiago González-Alverú Iturmendi, més conegut com a Santiago Alverú o Santi Alverú (Oviedo, 25 de febrer de 1992) és un actor, guionista, monologuista, crític i director de cinema espanyol.
Va estudiar batxillerat als jesuïtes d'Oviedo, on ja feia monòlegs còmics. És llicenciat en Comunicació Audiovisual a la Universitat Complutense de Madrid i és màster en Gestió d'Empreses per la Universitat de Navarra. Té com a referents Jerry Seinfeld, Sacha Baron Cohen o Berto Moreno, i ha estat teloner de Miguel Lago. També va crear els anomenats "Premis Yago" per tal de donar reconeixement als oblidats pels Premis Goya.
Va assolir la fama el 2017 quan va interpretar Bosco, el magistral ""pijo"" de Selfie, una comèdia incòmoda per la qual fou nominat al Goya al millor actor revelació als XXXII Premis Goya i va rebre al Premi Turia al millor actor revelació. Fins aleshores no havia tingut cap contacte amb el món del cinema i segons Víctor García León buscaven pel paper algú no professional per tal que fos creïble. Després de fer un cameo a Paquita Salas i participar en alguns curtmetratges, el 2019 va iniciar la seva pròpia websèrie, Pegarle a la lejia.
El setembre de 2019 Alverú es va estrenar com a col·laborador de la secció "El día del espectador" del programa de La Sexta Zapeando i a l'octubre del 2021 també com a col·laborador del programa de TVE1 Mejor contigo a la seva secció "Cosas que no deberían volver".

## Filmografia
- Selfie (actor, 2017)
- Miamor perdido (actor, 2018)
- Paquita Salas (un episodi, 2019)
- Pegarle a la lejia, podcast (actor, guionista i director, 2019)